# Hidatsas

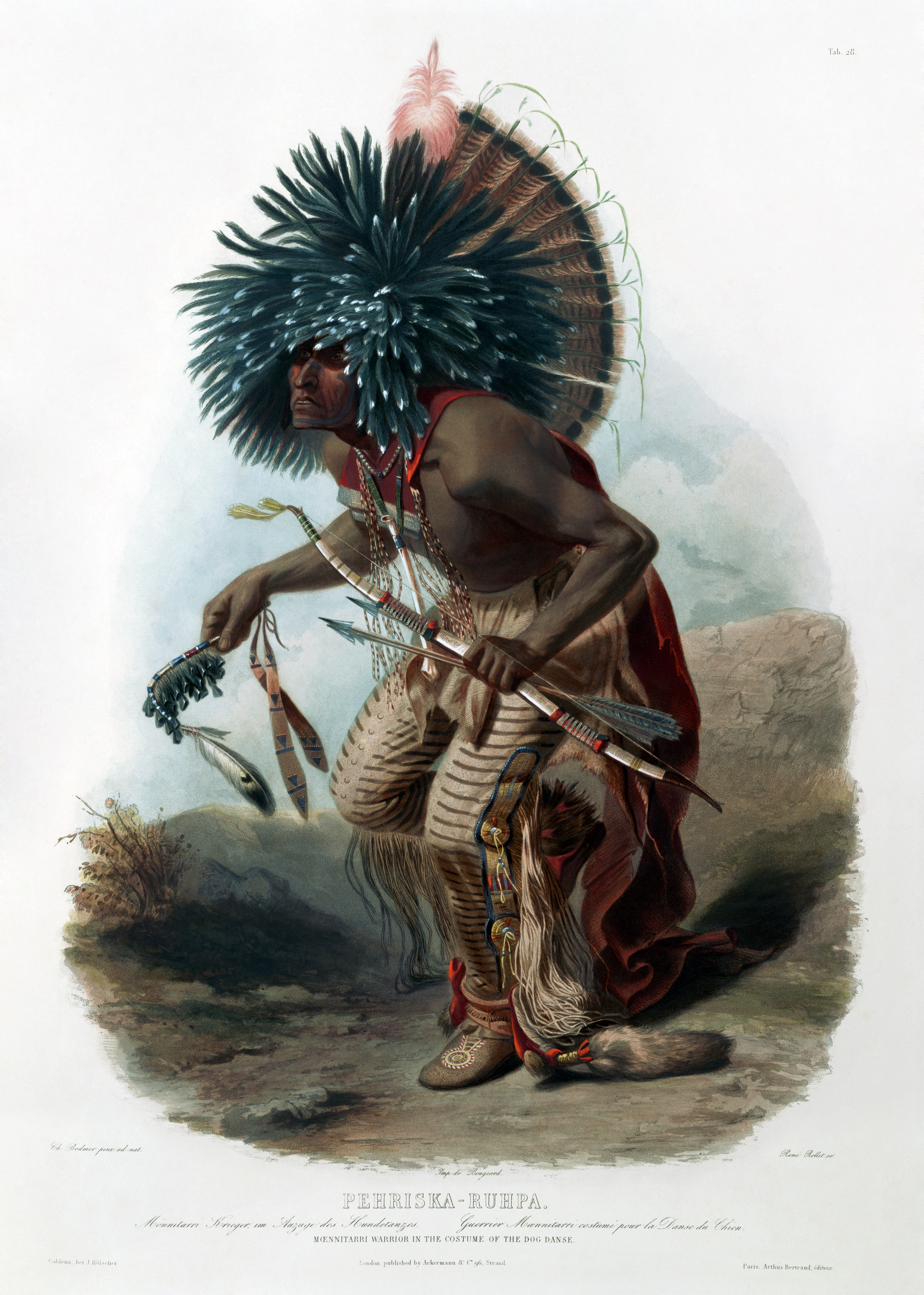
Pehriska-Ruhpa. Guerrier Mœnnitarri costumé pour la Danse du Chien., lithographie d'après Karl Bodmer, 1840-1843.

Les Hidatsas aussi appelés Gros Ventre du Missouri ou encore Minnetarees (ou Minnetaris) sont une tribu amérindienne originaire du Dakota du Nord. Ils étaient des alliés des Mandans, avec lesquels ils se groupèrent au sein de la Nation Mandan, Hidatsa et Arikara. 

## Culture
Les Hidatsas sont un peuple matrilinéaire.

## Histoire
En 1800, un groupe de Hidatsas enlèvent Sacagawea et plusieurs autres jeunes filles lors d'une bataille qui a entraîné, pour les Shoshones, la mort de quatre hommes, quatre femmes et plusieurs jeunes garçons. Elle est retenue captive dans un village hidatsa près de l'actuel Washburn, dans le Dakota du Nord (États-Unis).